# Calamovilfa curtissii
Calamovilfa curtissii är en gräsart som först beskrevs av George Vasey, och fick sitt nu gällande namn av Frank Lamson Scribner. Calamovilfa curtissii ingår i släktet Calamovilfa och familjen gräs. Inga underarter finns listade i Catalogue of Life.